# Jonava

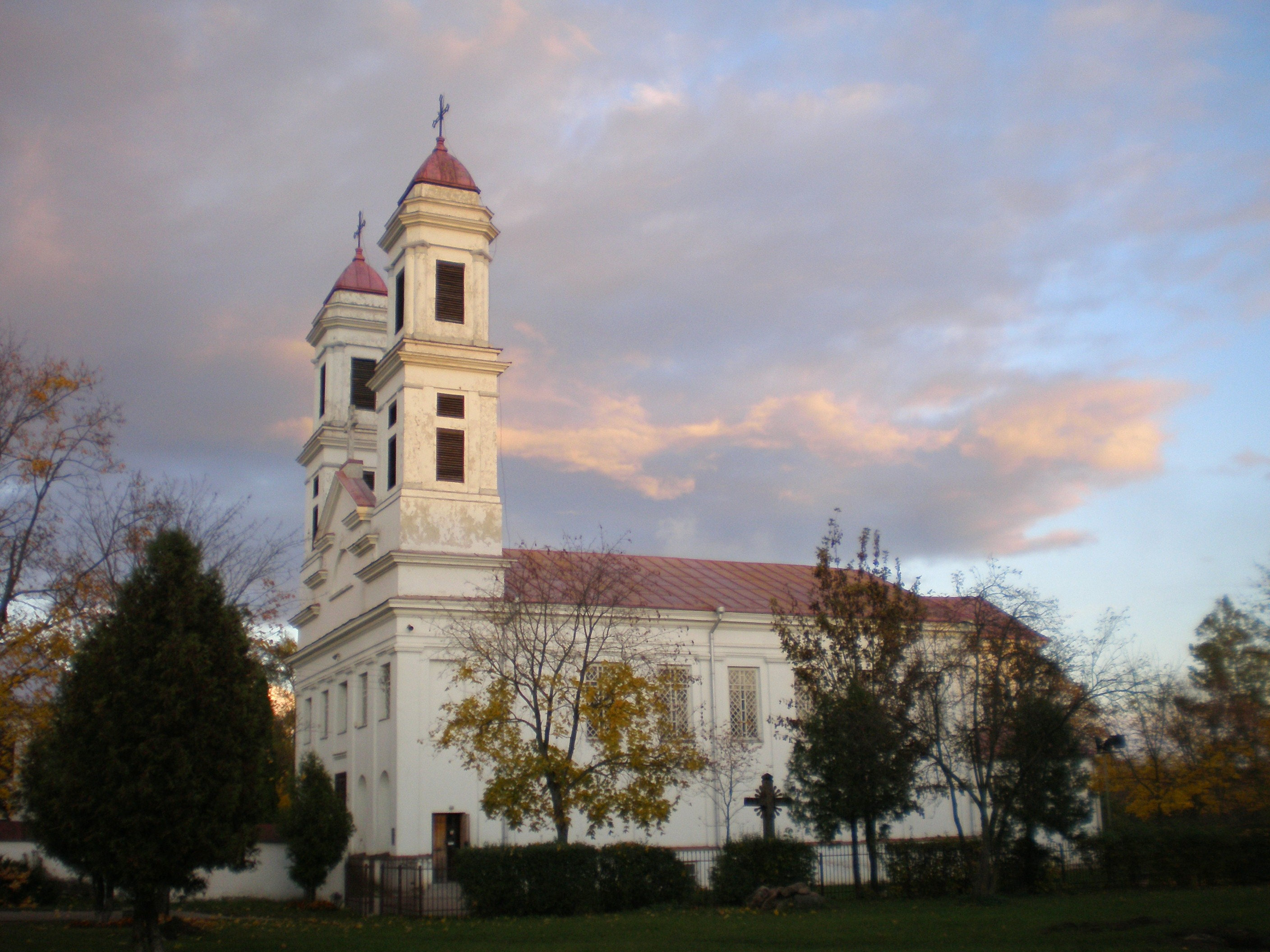
Igreja de Jonava

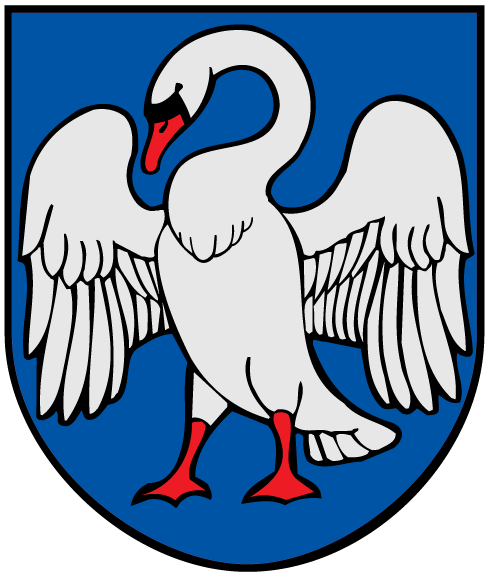
Escudo de Jonava.

Jonava (pronunc. Yonavá) é uma cidade da Lituânia, com cerca de 35 000 habitantes, o que faz dela a nona maior do país e a maior do centro da região central. Está situada no condado de Kaunas, a nordeste de Kaunas, nas margens do rio Neris. Jonava é a capital do município homónimo. É um centro da indústria química.
Foi fundada e, 1740 e é considerada cidade desde 1864. O seu nome significa aproximadamente "Cidade de São João".
As festas de São João, que se celebram em todos os países bálticos e têm origem nos tempos do paganismo, são intensamente vividas em Jonava.
Em 20 de março de 1989, uma explosão numa fábrica de fertilizantes causou o derrame de cerca de 7500 toneladas de amoníaco e foi responsável por dezenas de feridos, que ficaram com danos permanentes na sua saúde.

## Imagens

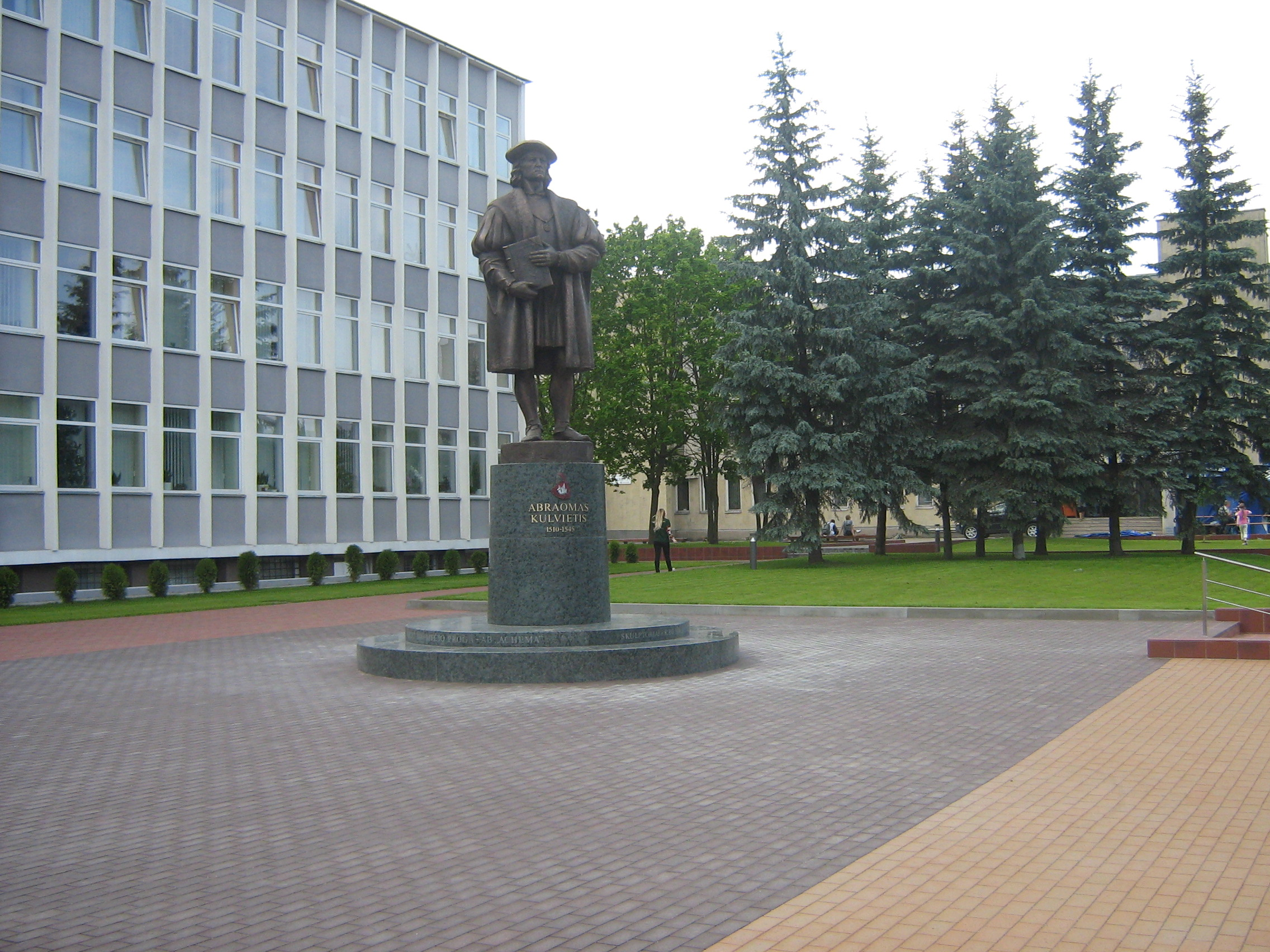
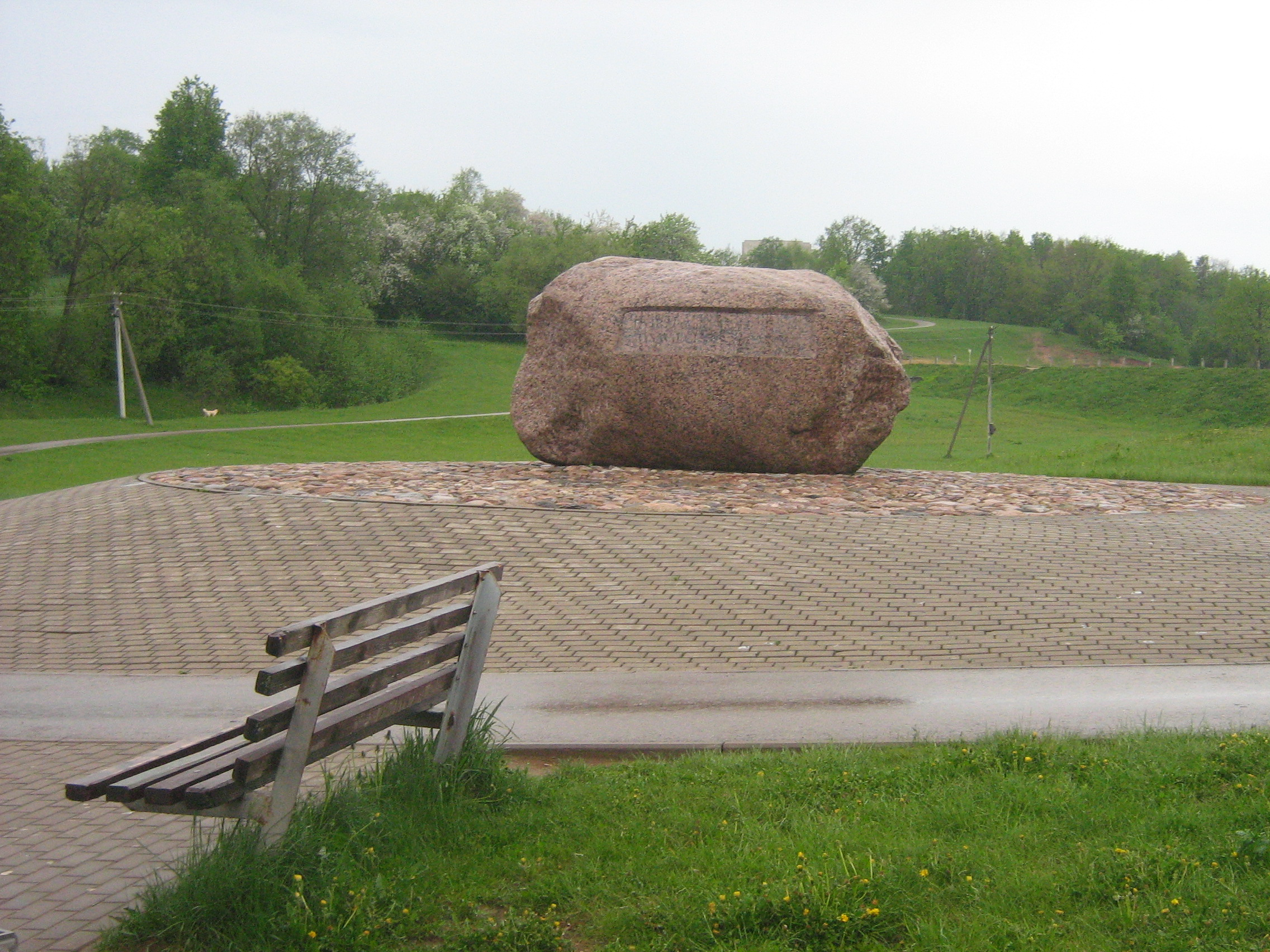
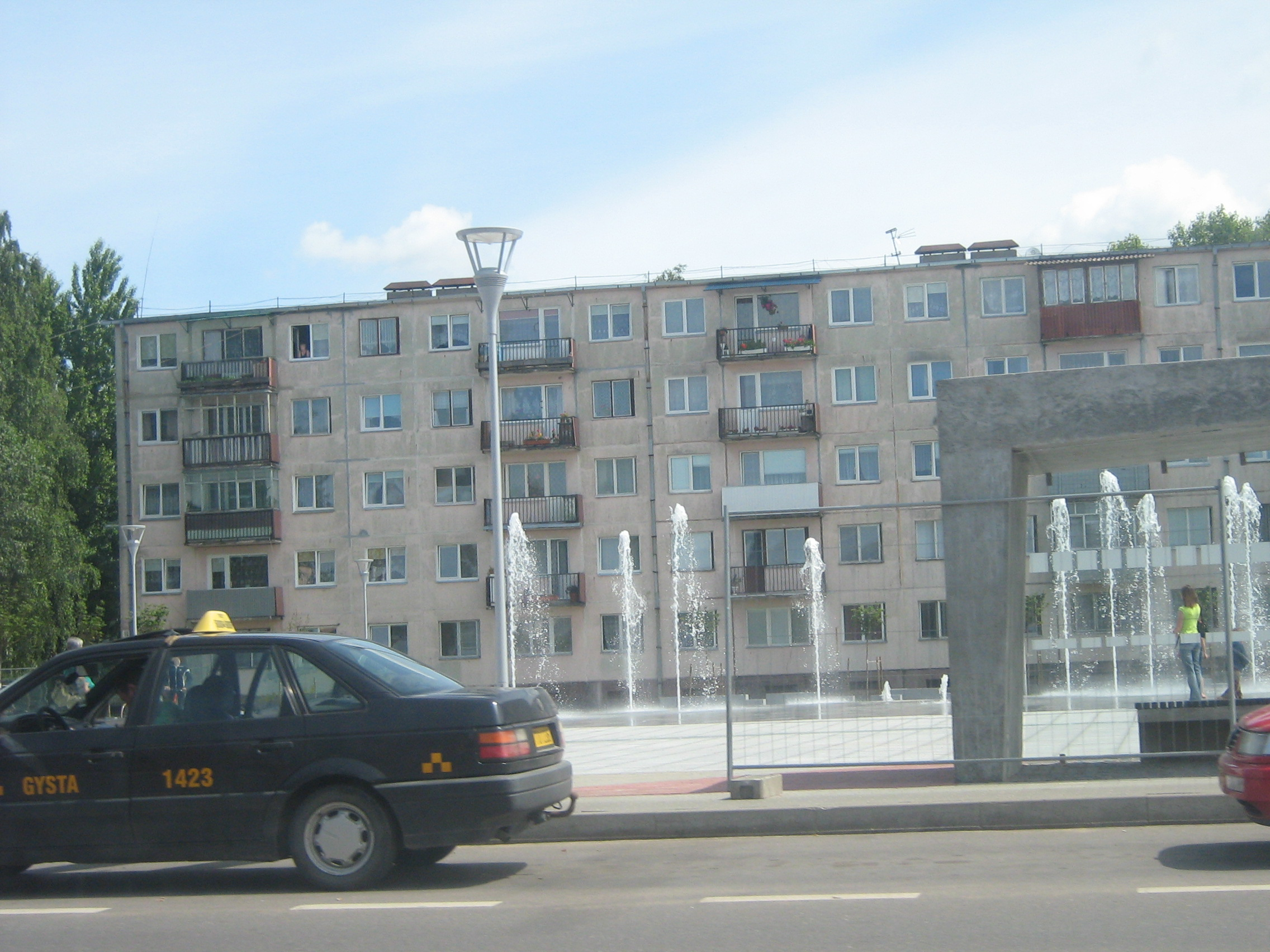
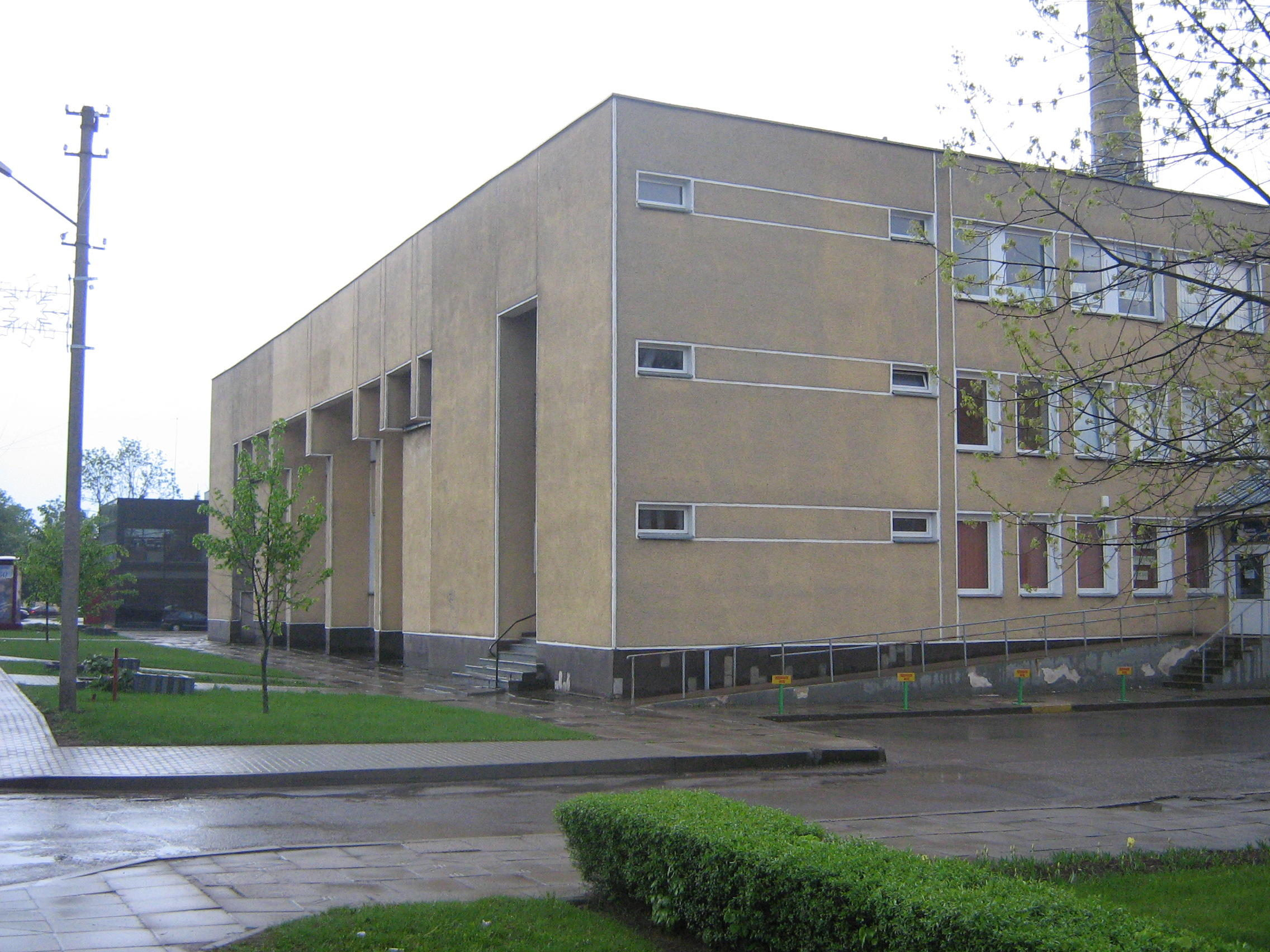
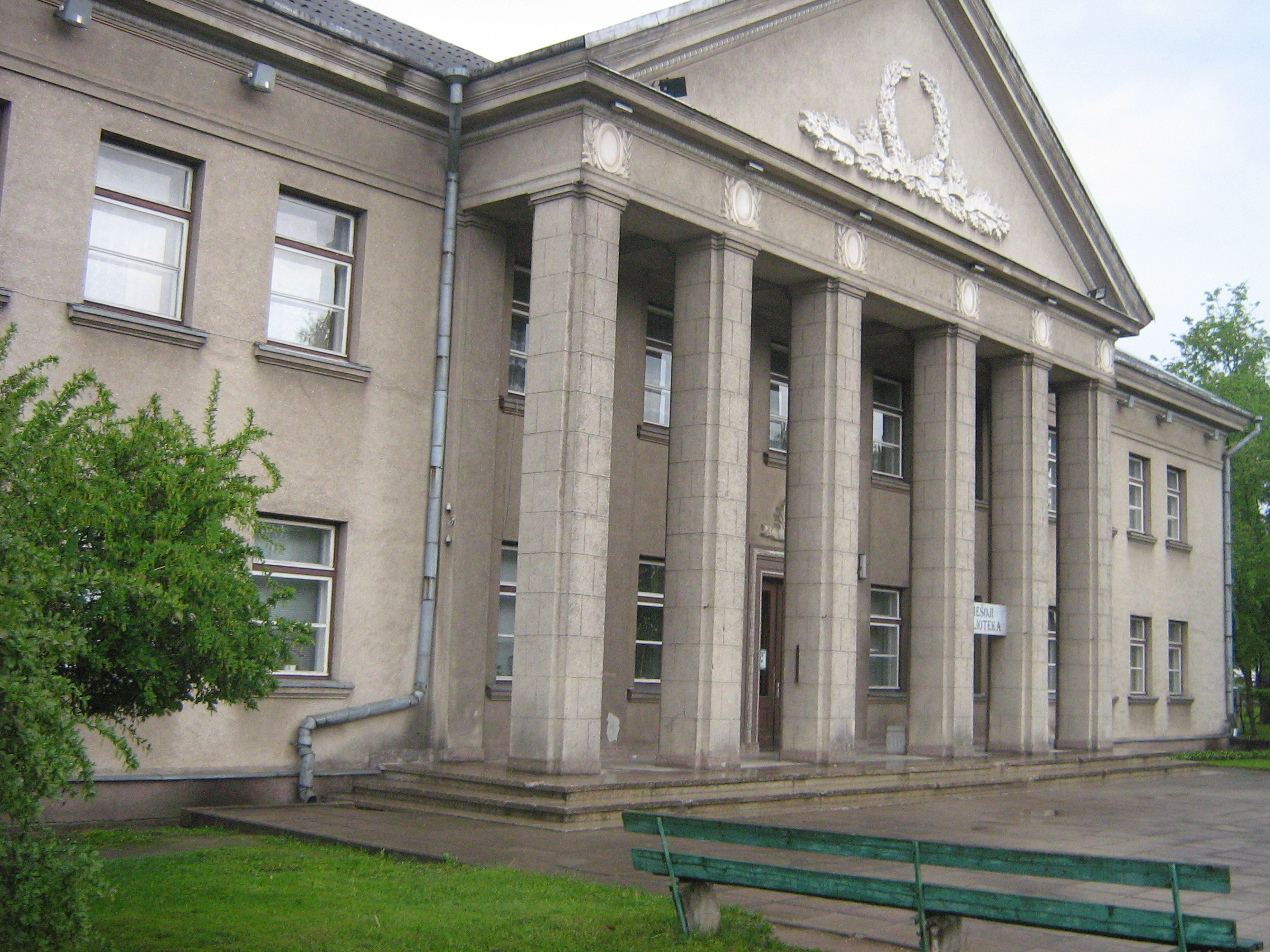
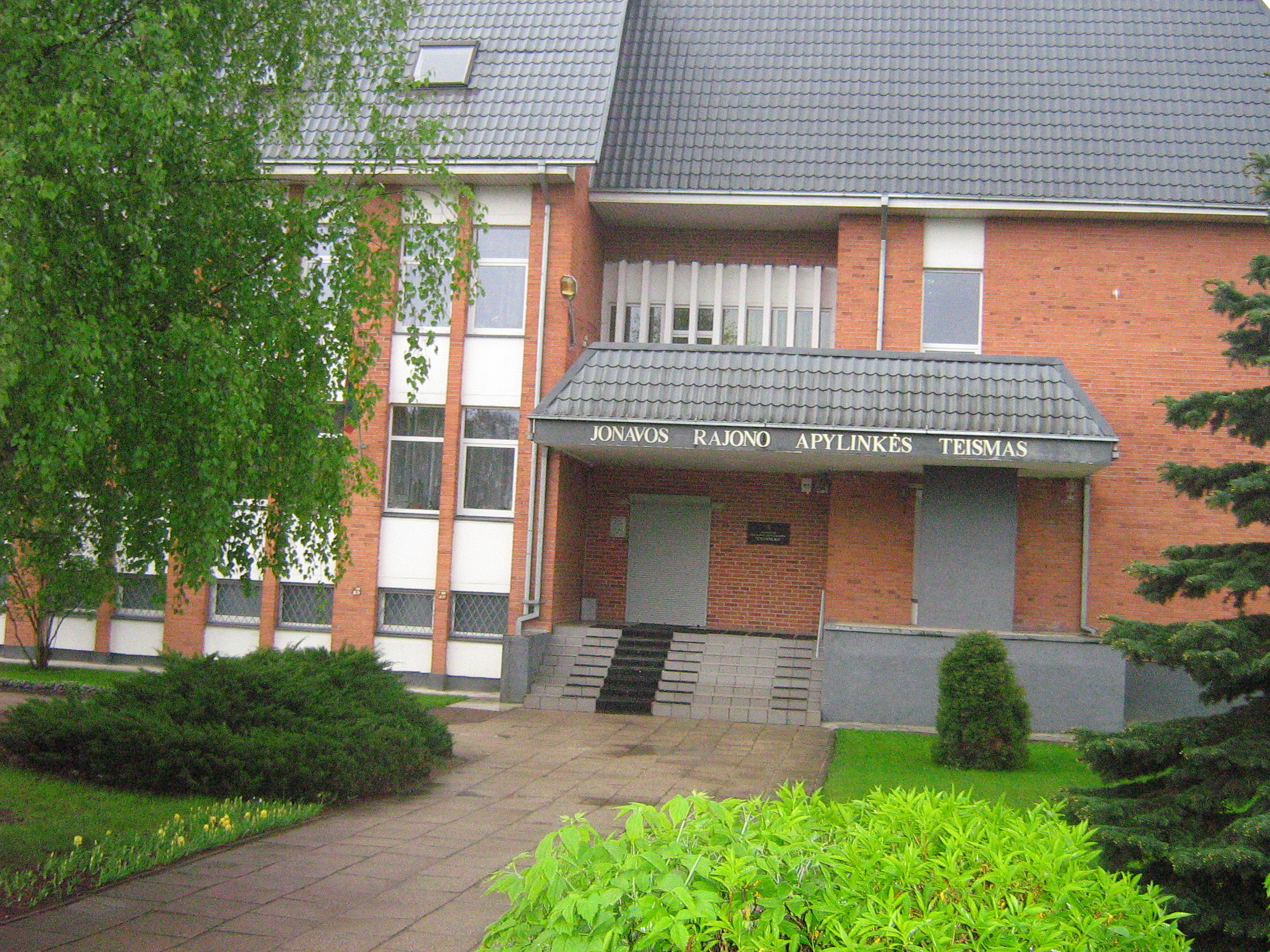
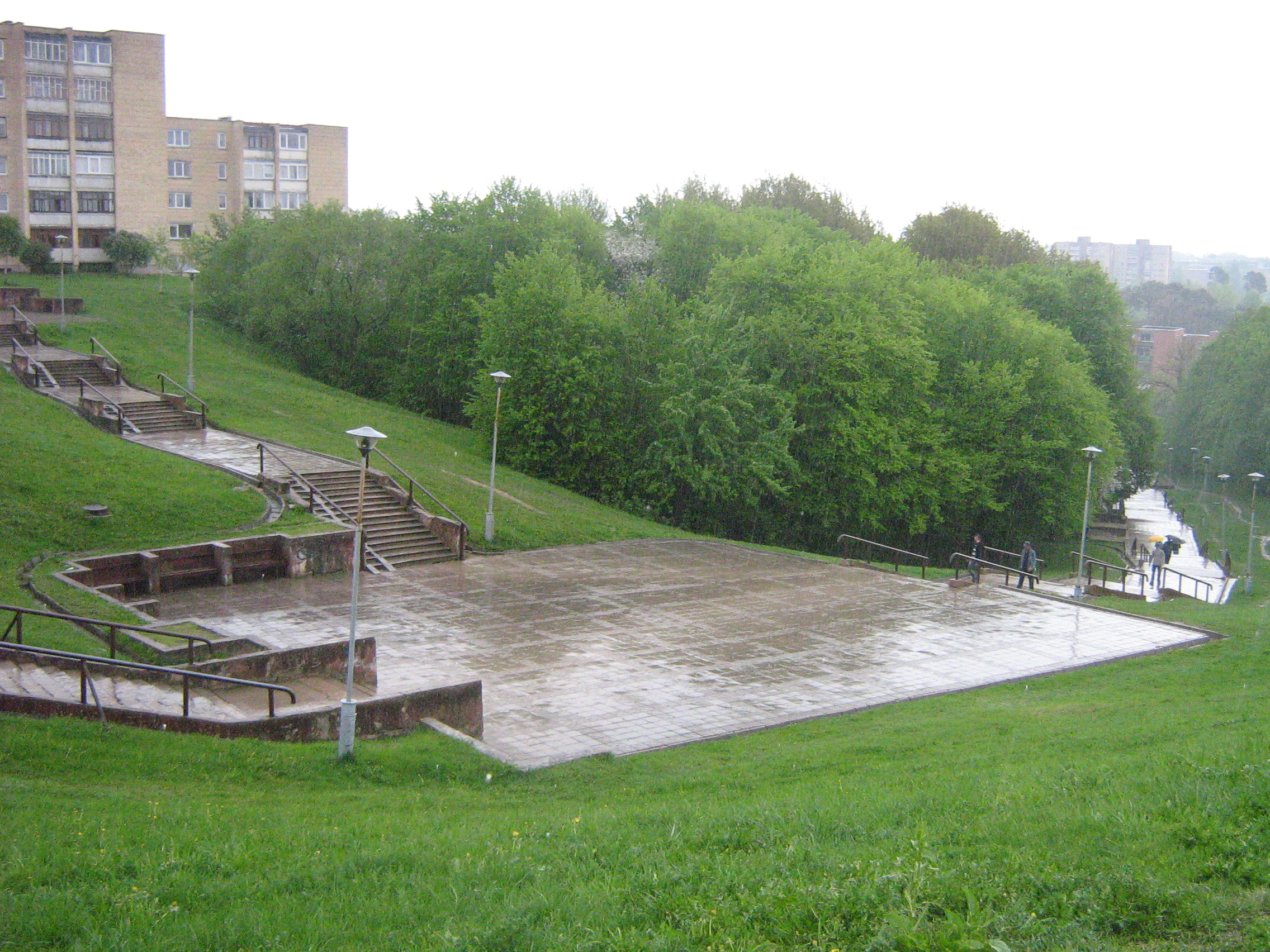
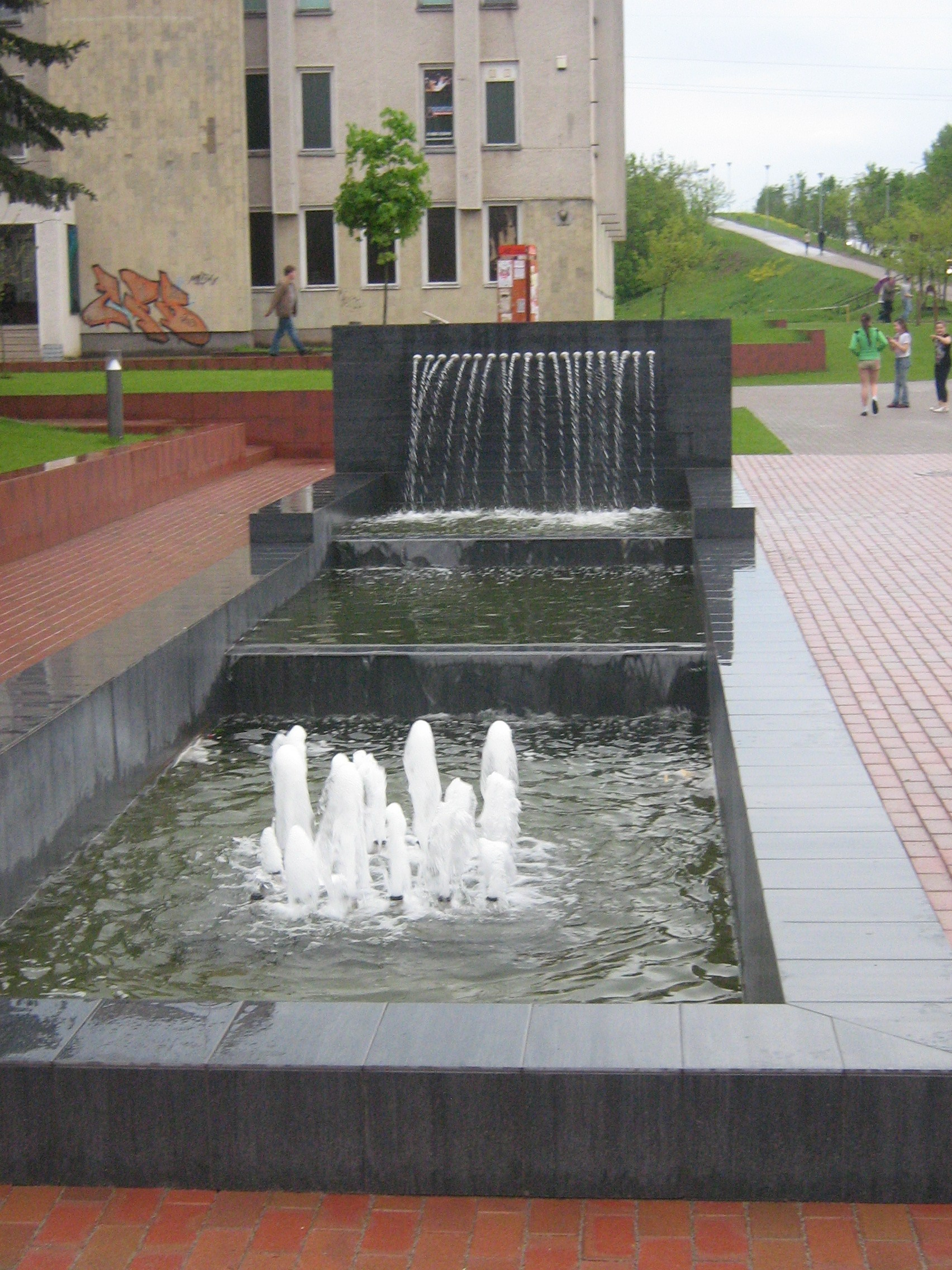
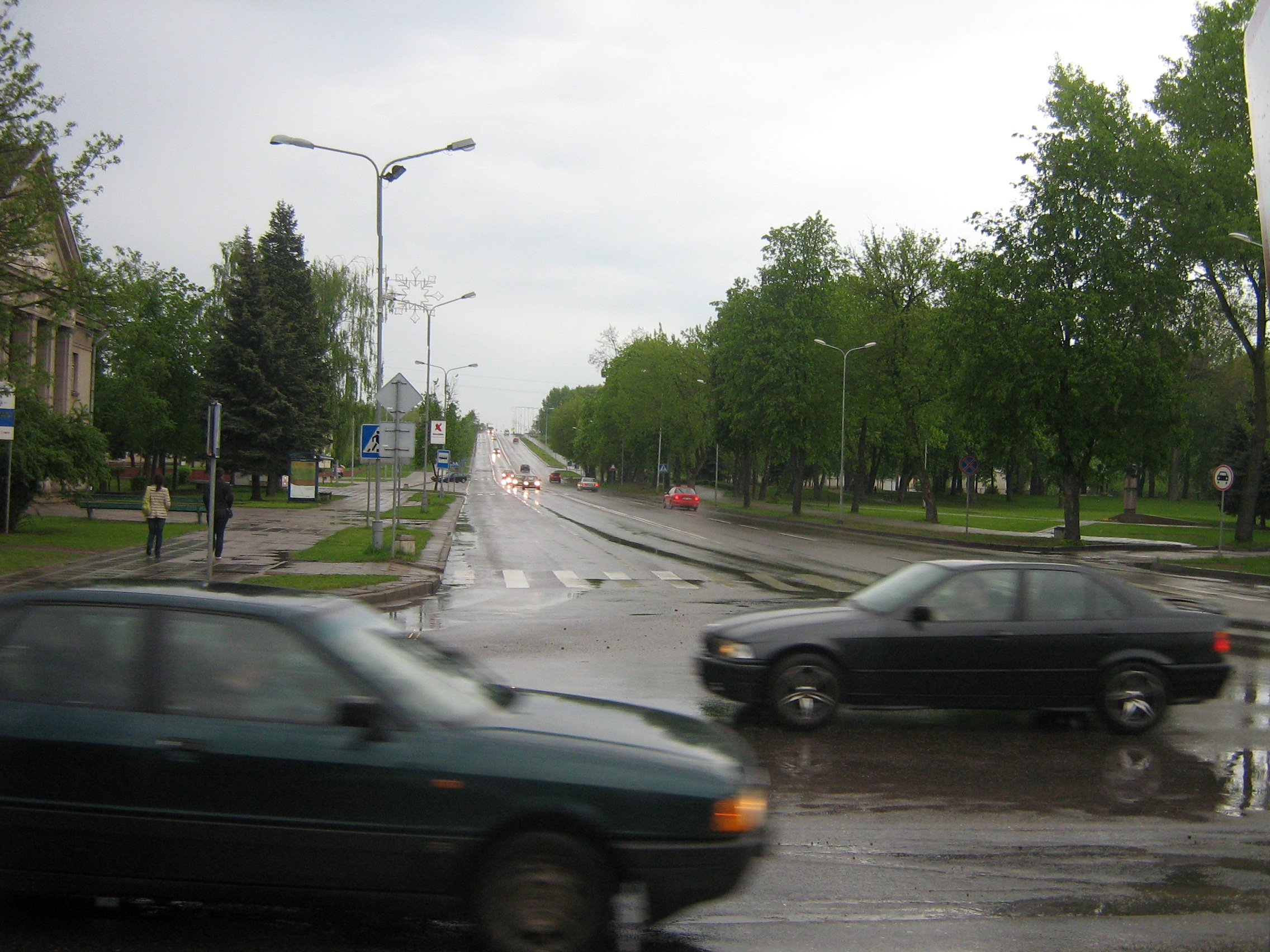
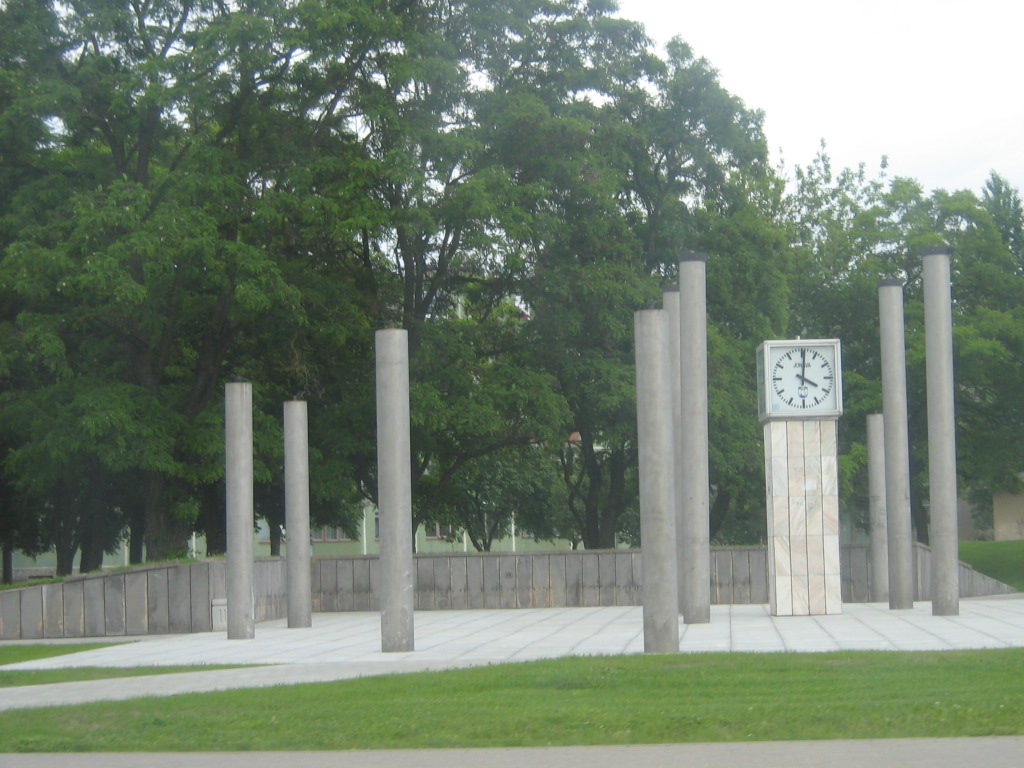
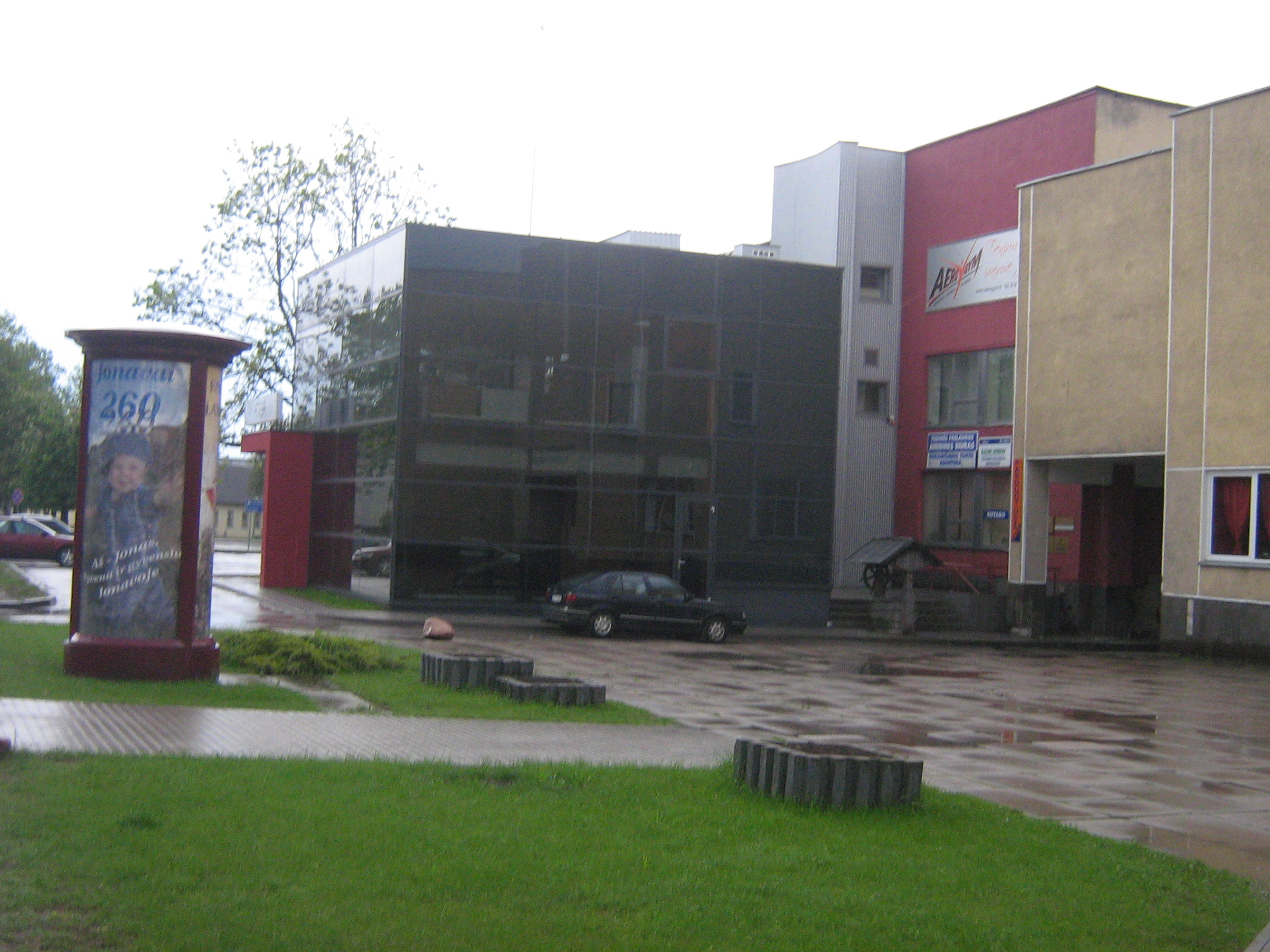
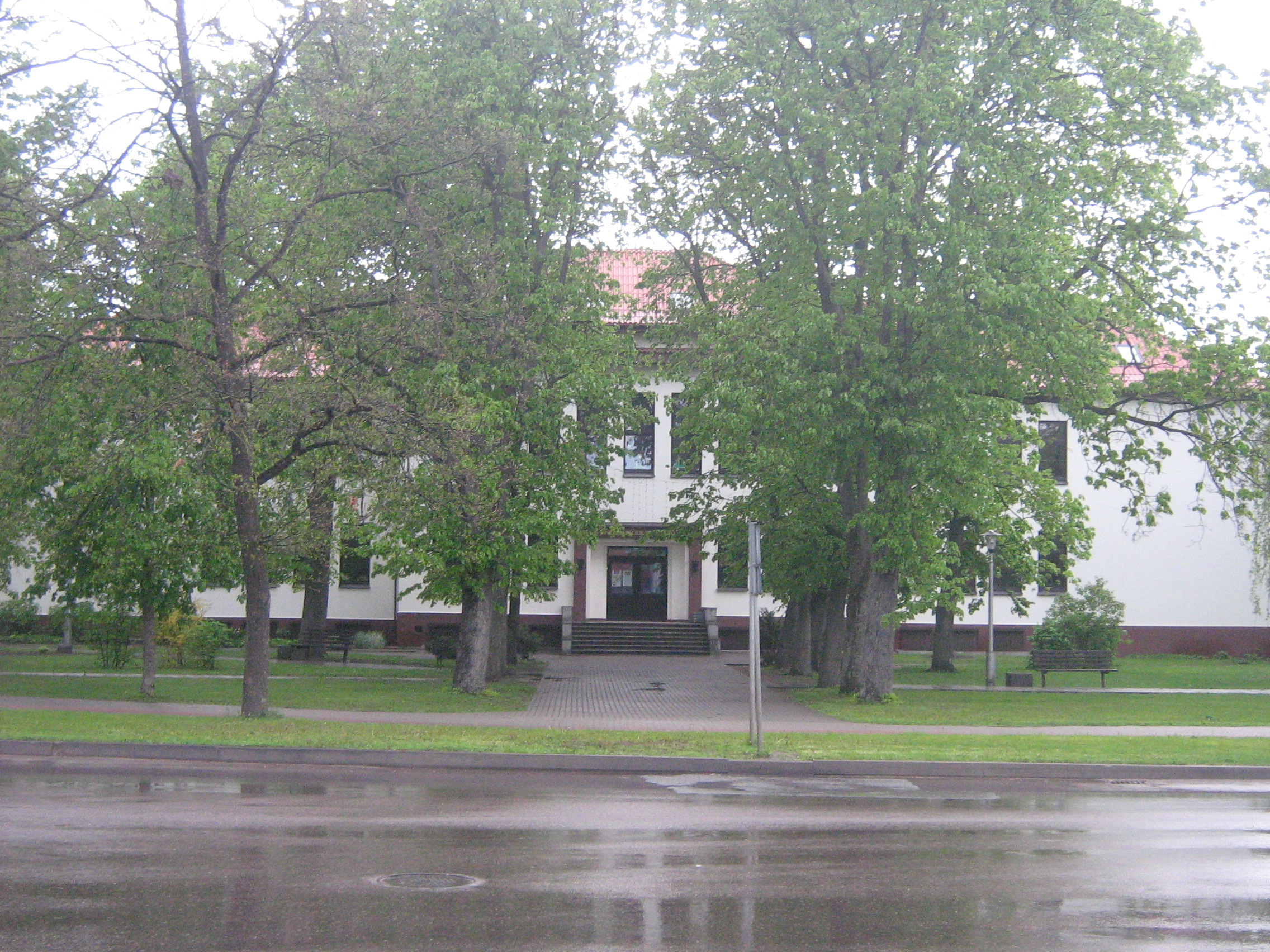
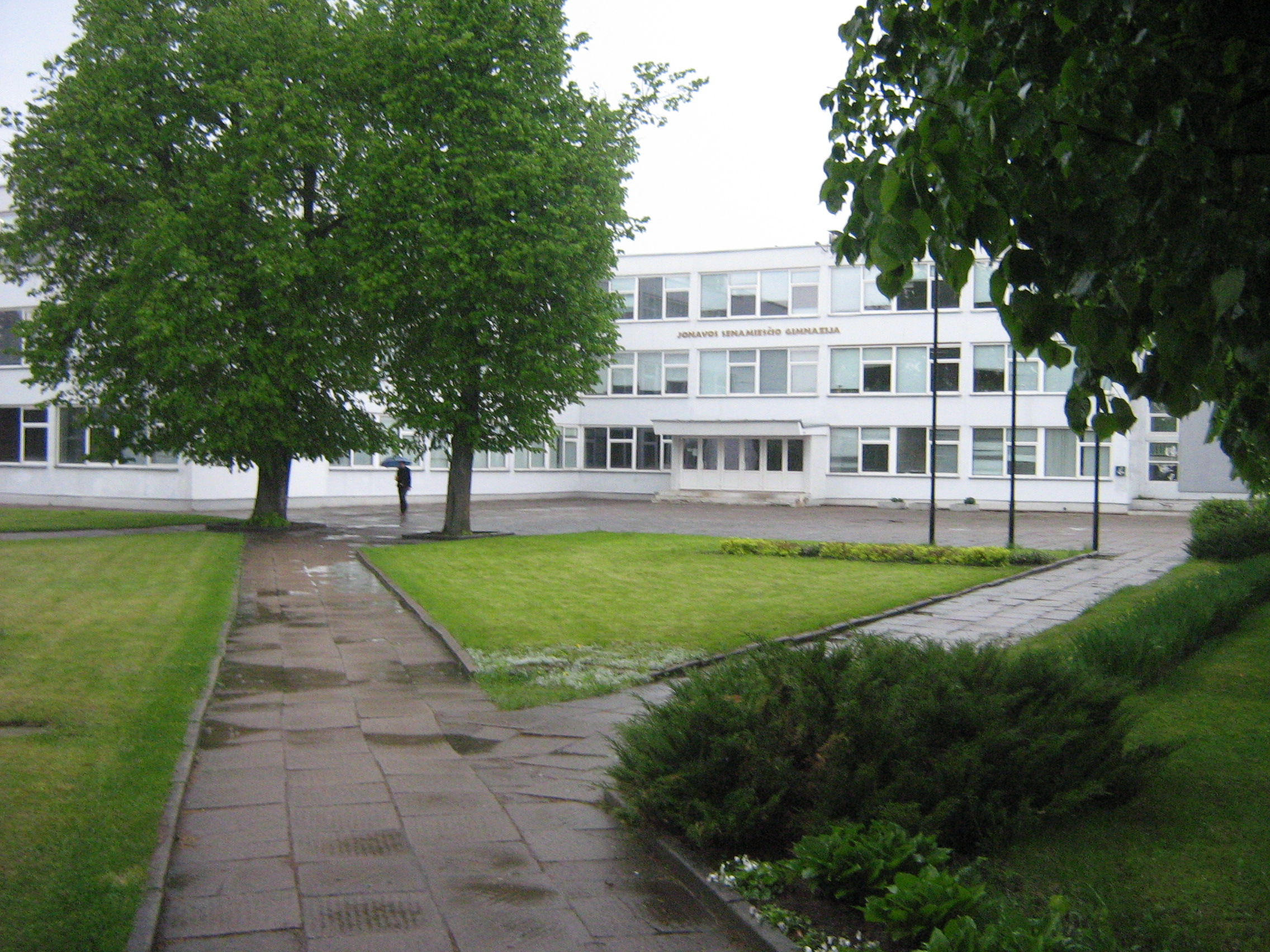
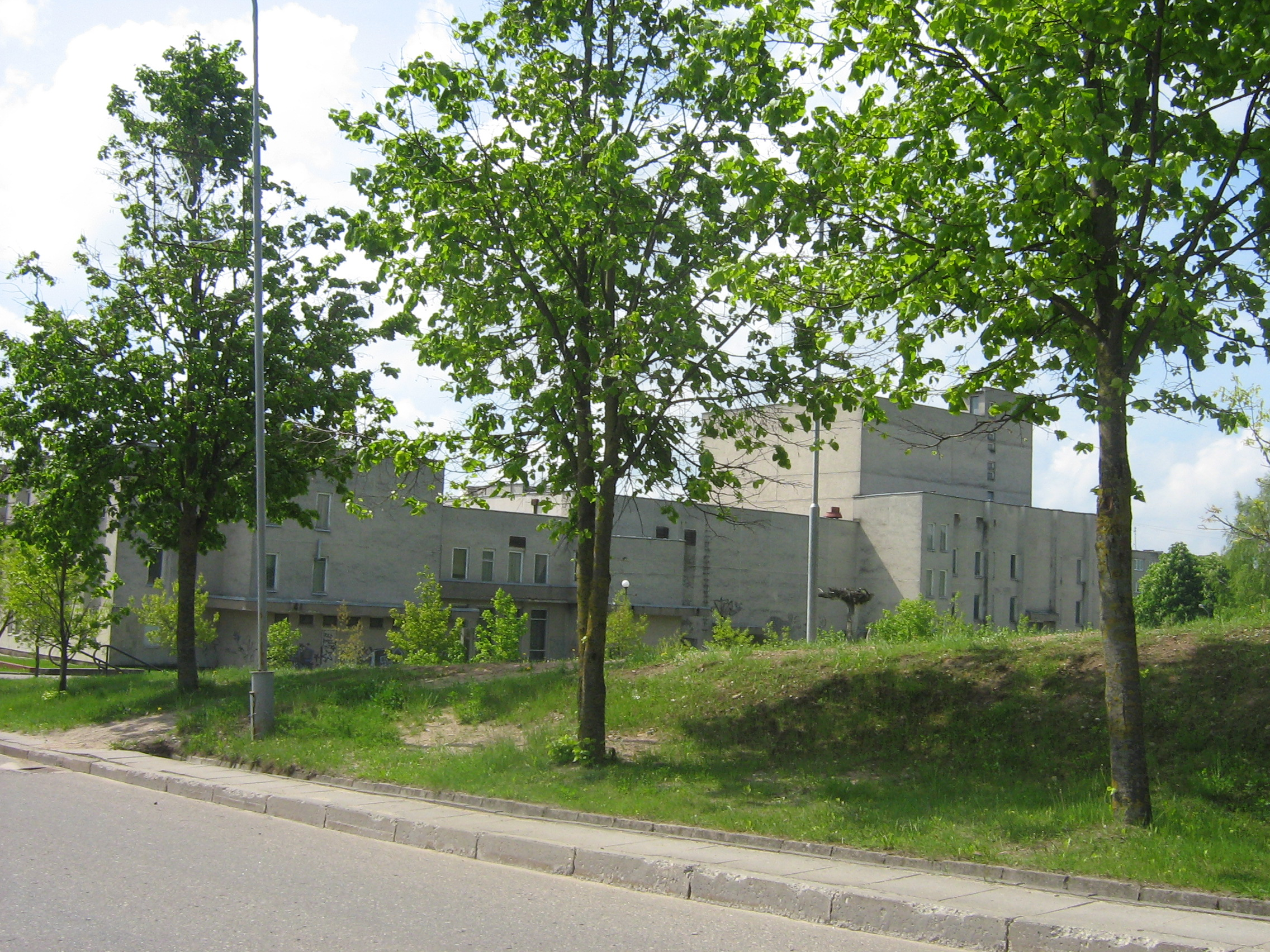
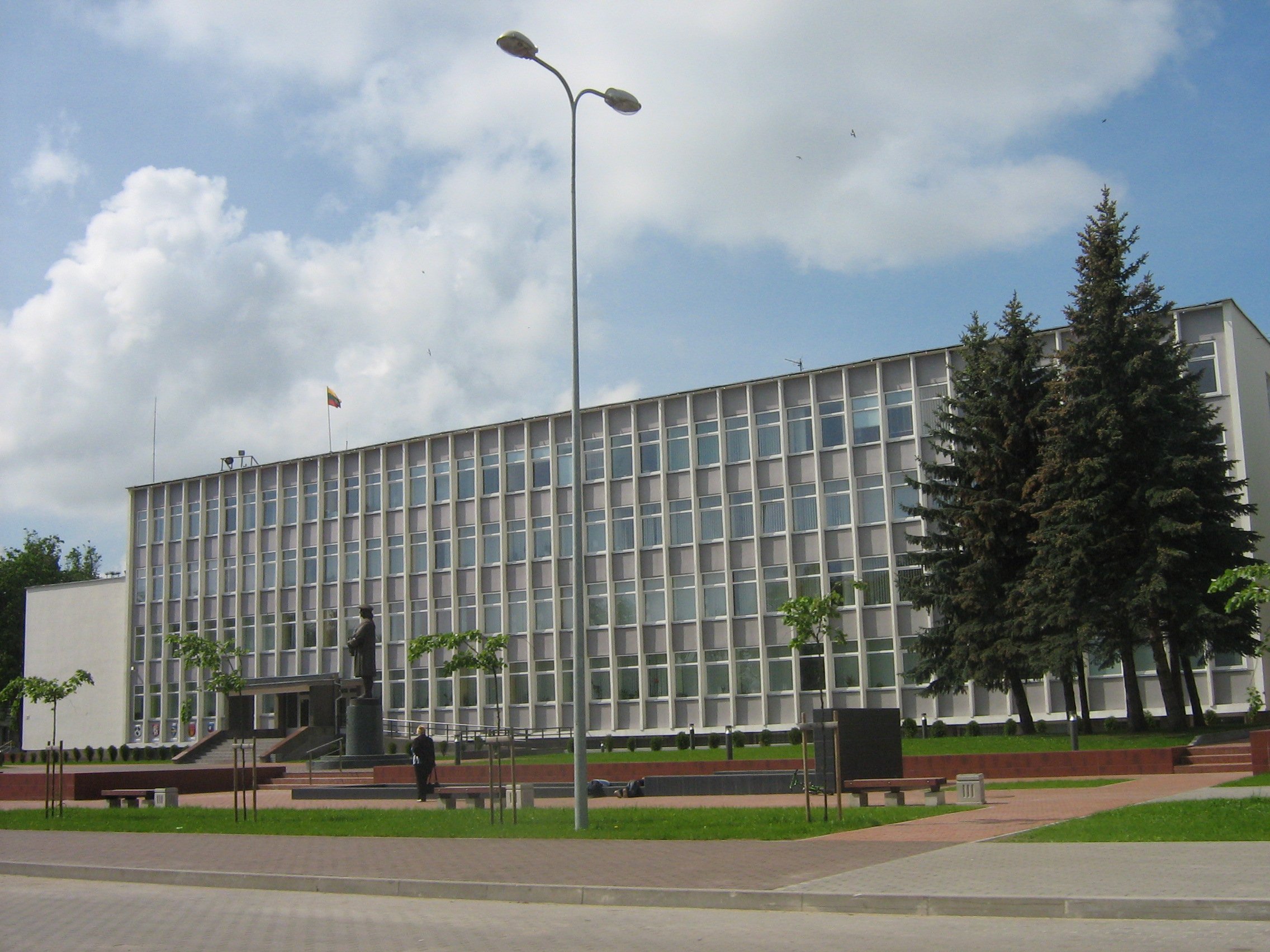
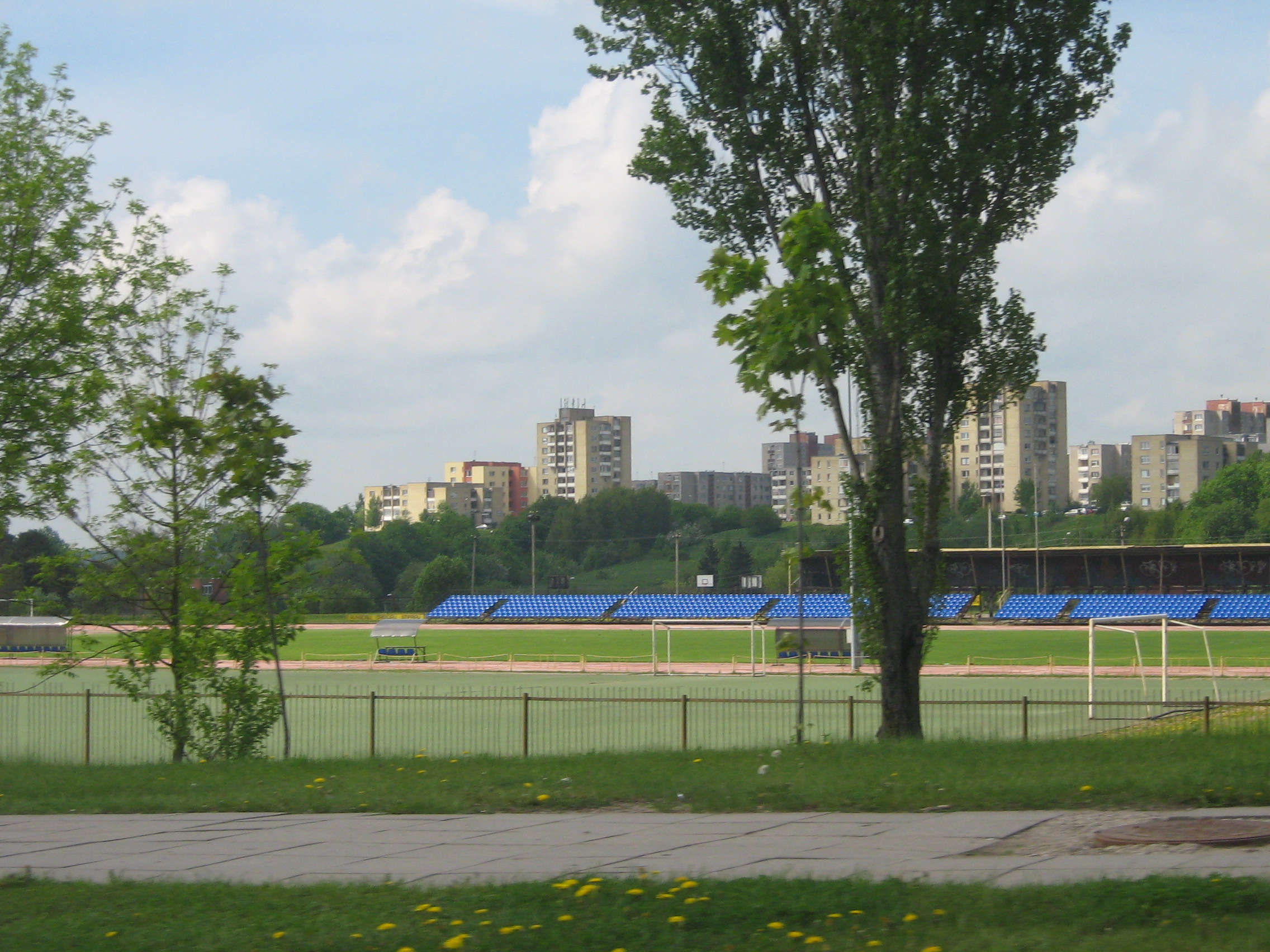

## Cidades geminadas
Jonava está geminada com:
- Bagrationovsk, Rússia
- Děčín, República Checa
- Jõgeva, Estónia
- Kędzierzyn-Koźle, Polónia
- Polotsk, Bielorrússia
- Pucioasa, Roménia
- Riihimäki, Finlândia